# Harold Walden
Pour les articles homonymes, voir Walden.
Harold Adrian Walden (né à Ambala le 10 octobre 1887 et mort le 2 décembre 1955 à Leeds) est un footballeur anglais.
Il joue pour plusieurs clubs durant sa carrière : Halifax Town, Bradford City et Arsenal. Walden est également médaillé d'or avec l'équipe de Grande-Bretagne aux Jeux olympiques de 1912 et est le meilleur buteur du tournoi principal,.

## Carrière de joueur
Avant-centre, il commence sa carrière avec les clubs de Cliftonville et de Linfield en Irlande.
Il rejoint Halifax Town en octobre 1911 puis Bradford City deux mois plus tard.
Il dispute quatre saisons avec les Bantams et est le meilleur marqueur de la Ligue en 1911–1912.
Cet été-là, il fait partie de l'équipe amateur anglaise qui représente la Grande-Bretagne au tournoi olympique de football, remportant la médaille d'or. Il dispute les trois matches de son équipe dans le tournoi principal dont il finit meilleur buteur avec neuf buts marqués.
Walden entre dans l'armée en rejoignant le Cheshire Regiment en avril 1902 à l'âge de 14 ans et demi en tant que batteur et sert en Inde et en Irlande. Il joue pour l'armée de terre contre la marine en 1910 et 1911.
Il sert pendant la Première Guerre mondiale, pour le West Yorkshire Regiment, s'élevant au grade de capitaine.
Après la fin de la guerre, il rejoint Arsenal et joue six fois pour les Gunners. Il dispute deux rencontres contre Oldham Athletic marquant un seul but et quatre matches amicaux.
Après cette aventure londonienne, il revient à Bradford pour la saison 1920–1921.

## Carrière musicale
Après avoir pris sa retraite du football et de l'armée, il s'illustre dans la musique en tant qu'interprète, faisant des tournées en Angleterre, en Australie, en Chine et en Inde. Il fait ses débuts sur scène tout en jouant au football, en 1919.
Walden a également une carrière cinématographique mineure, notamment en jouant dans The Winning Goal, l'un des premiers films liés au football, en 1920. Walden joue également dans le film de 1948 Cup-tie Honeymoon.
Il enregistre aussi des disques 78 tours tels que "Ronnie the Robin" avec "And only me know why", avec le label Imperial et Arcadian Follies d'Ernest Binns, "Mother I'm a Soldier" et "Only me know why". sur Parlophone.
Il meurt en 1955 d'une crise cardiaque à la gare de Leeds. Il est enterré au cimetière Killingbeck RC à Leeds.

## Palmarès
- Grande-Bretagne :
  - Jeux olympiques :  en 1912